# Lucas Morales
Lucas Elías Morales Villalba (Montevideo, Uruguay, 14 de febrero de 1994) es un futbolista uruguayo. Juega de lateral izquierdo y su equipo actual es el Rocha Fútbol Club de la Primera División Amateur de Uruguay.

## Trayectoria
Debutó en como profesional el 31 de agosto de 2013 con Defensor Sporting, ingresó al minuto 29 por Felipe Gedoz y enfrentó a Juventud, perdieron 3 a 1 en el Parque Artigas.
Convirtió su primer gol el 28 de septiembre de 2014 a Tacuarembó, ganaron 4 a 1.
En 2016 fue fichado por Wanderers, club en el jugó 90 partidos y se mantuvo hasta 2021, en su último año fue cedido a Rentistas.
Torque lo contrató en 2022, al año siguiente jugó en Potencia y en 2024 firmó contrato con Rocha.

## Selección nacional
El 21 de mayo de 2015 fue incluido en la lista preliminar de 30 jugadores para defender a la selección de Uruguay en los Juegos Panamericanos de Toronto. Finalmente, no fue incluido en la lista definitiva.

## Estadísticas
Actualizado al último partido disputado el 1 de diciembre de 2024.
| Club                            | Div.          | Temporada     | Liga  | Liga  | Liga   | Copas nacionales | Copas nacionales | Copas nacionales | Copas internacionales | Copas internacionales | Copas internacionales | Total | Total | Total  |
| Club                            | Div.          | Temporada     | Part. | Goles | Asist. | Part.            | Goles            | Asist.           | Part.                 | Goles                 | Asist.                | Part. | Goles | Asist. |
| ------------------------------- | ------------- | ------------- | ----- | ----- | ------ | ---------------- | ---------------- | ---------------- | --------------------- | --------------------- | --------------------- | ----- | ----- | ------ |
| Defensor Sporting C. · Uruguay  | 1.ª           | 2012-13       | 0     | 0     | 0      | —                | —                | —                | -                     | -                     | -                     | 0     | 0     | 0      |
| Defensor Sporting C. · Uruguay  | 1.ª           | 2013-14       | 11    | 0     | 1      | —                | —                | —                | 1                     | 0                     | 0                     | 12    | 0     | 1      |
| Defensor Sporting C. · Uruguay  | 1.ª           | 2014-15       | 15    | 1     | 1      | —                | —                | —                | -                     | -                     | -                     | 15    | 1     | 1      |
| Defensor Sporting C. · Uruguay  | 1.ª           | 2015-16       | 0     | 0     | 0      | —                | —                | —                | -                     | -                     | -                     | 0     | 0     | 0      |
| Defensor Sporting C. · Uruguay  | Total club    | Total club    | 26    | 1     | 2      | 0                | 0                | 0                | 1                     | 0                     | 0                     | 27    | 1     | 2      |
| Mdeo. Wanderers F. C. · Uruguay | 1.ª           | 2015-16       | 1     | 0     | 0      | —                | —                | —                | 1                     | 0                     | 0                     | 2     | 0     | 0      |
| Mdeo. Wanderers F. C. · Uruguay | 1.ª           | 2016          | 2     | 0     | 0      | —                | —                | —                | —                     | —                     | —                     | 2     | 0     | 0      |
| Mdeo. Wanderers F. C. · Uruguay | 1.ª           | 2017          | 13    | 1     | 0      | —                | —                | —                | 0                     | 0                     | 0                     | 13    | 1     | 0      |
| Mdeo. Wanderers F. C. · Uruguay | 1.ª           | 2018          | 12    | 0     | 1      | —                | —                | —                | 0                     | 0                     | 0                     | 12    | 0     | 1      |
| Mdeo. Wanderers F. C. · Uruguay | 1.ª           | 2019          | 26    | 1     | 0      | —                | —                | —                | 5                     | 0                     | 0                     | 31    | 1     | 0      |
| Mdeo. Wanderers F. C. · Uruguay | 1.ª           | 2020          | 30    | 0     | 2      | —                | —                | —                | —                     | —                     | —                     | 30    | 0     | 2      |
| Mdeo. Wanderers F. C. · Uruguay | Total club    | Total club    | 84    | 2     | 3      | 0                | 0                | 0                | 6                     | 0                     | 0                     | 90    | 2     | 3      |
| C. A. Rentistas · Uruguay       | 1.ª           | 2021          | 18    | 0     | 2      | —                | —                | —                | 6                     | 0                     | 0                     | 24    | 0     | 2      |
| C. A. Rentistas · Uruguay       | Total club    | Total club    | 18    | 0     | 2      | 0                | 0                | 0                | 6                     | 0                     | 0                     | 24    | 0     | 2      |
| Mdeo. City Torque · Uruguay     | 1.ª           | 2022          | 24    | 1     | 1      | -                | -                | -                | 1                     | 0                     | 0                     | 25    | 1     | 1      |
| Mdeo. City Torque · Uruguay     | Total club    | Total club    | 24    | 1     | 1      | 0                | 0                | 0                | 1                     | 0                     | 0                     | 25    | 1     | 1      |
| I. A. Potencia · Uruguay        | 2.ª           | 2023          | 5     | 0     | 0      | -                | -                | -                | —                     | —                     | —                     | 5     | 0     | 0      |
| I. A. Potencia · Uruguay        | Total club    | Total club    | 5     | 0     | 0      | 0                | 0                | 0                | 0                     | 0                     | 0                     | 5     | 0     | 0      |
| Rocha F. C. · Uruguay           | 3.ª           | 2024          | 1     | 0     | 0      | -                | -                | -                | —                     | —                     | —                     | 1     | 0     | 0      |
| Rocha F. C. · Uruguay           | Total club    | Total club    | 1     | 0     | 0      | 0                | 0                | 0                | 0                     | 0                     | 0                     | 1     | 0     | 0      |
| Total carrera                   | Total carrera | Total carrera | 158   | 4     | 8      | 0                | 0                | 0                | 14                    | 0                     | 0                     | 172   | 4     | 8      |
| 1.                              |               |               |       |       |        |                  |                  |                  |                       |                       |                       |       |       |        |

## Palmarés

### Títulos nacionales
| Título          | Club                 | País    | Año  |
| --------------- | -------------------- | ------- | ---- |
| Torneo Clausura | Defensor Sporting C. | Uruguay | 2013 |

### Otras distinciones
- Campeonato Uruguayo Sub-19: 2012